# Toyō Itō
Toyō ItōItō Toyoo (伊東 豊雄) (Seül, 1 de juny de 1941) és un arquitecte japonès, conegut pels seus treballs en arquitectura conceptual, on cerca l'expressió simultània del món físic i el món virtual. És un dels màxims exponents de l'arquitectura que cerca la noció contemporània de la "ciutat simulada", i és considerat un dels arquitectes més innovadors i influents del món.
Va contribuir a ra renovació de la plaça d'Europa de l'Hospitalet de Llobregat amb edificis com el de la Fira de Barcelona i els de l'Hotel Catalunya Fira.

## Biografia
Itō va nàixer en 1941 a Keijō (avui Seül, Corea del Sud) quan era territori japonès. Es va graduar a la Universitat de Tòquio en 1965. El 17 de març de 2013 li fou concedit el Premi Pritzker, un dels premis més prestigiosos en el món de l'arquitectura.